# San Pedro (Belize)
San Pedro è una città del Belize situata sull'isola Ambergris Caye e facente parte del Distretto di Belize. È l’isola da cui Madonna ha preso l’ispirazione per il suo singolo La Isla Bonita.